# 克里斯·克里斯帝
克里斯多福·詹姆士·“克里斯”·克里斯帝（Christopher James "Chris" Christie，1962年9月6日—）是美國新澤西州前州長。

## 新澤西州州長
克里斯·克里斯帝在2009年11月的州長選舉，成為12年內第一個新澤西州贏得了全州選舉的共和黨人。
克里斯帝為一名律師，曾擔任美國新澤西州區檢察長和新澤西州莫里斯縣自由保有權所有人。2011年，他最終決定不參加共和黨總統候選人提名。
克里斯帝在2012年共和黨全國代表大會發表了主題演講。2013年11月，他以较大优势击败民主党人Barbara Buono连任新澤西州州長一职。

### 卸任州長後
2023年6月6日，克里斯蒂宣布參選2024年美國總統選舉共和黨初選，展開競選活動。2024年1月10日，他退出黨內初選。